# Irma (énekesnő)
Irma Pany (Douala, 1988. július 15. –) kameruni énekesnő, dalszerző. Franciaországban él.

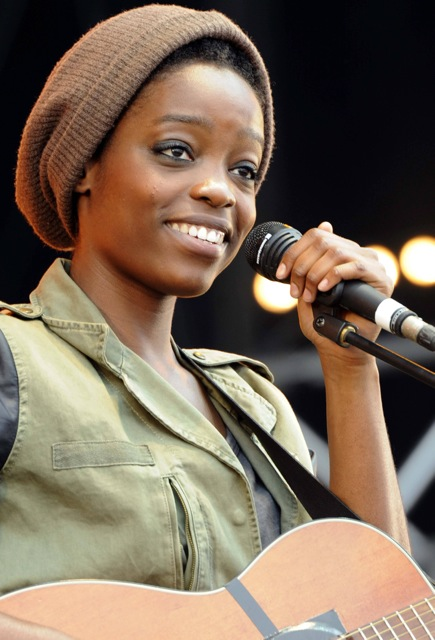
Vieilles Charrues-i fesztivál, 2012

## Pályafutása
Irma Pany 1988-ban született Kamerunban, Douala városában. Édesapja biológus, édesanyja gyógyszerész. Douale-ban nőtt fel, ahol hétéves korától zongorázni tanult. Irma gyerekkorában miséken is fellépett. 15 évesen egy középiskolába járt Párizsban, Franciaországban, hogy javítsa iskolai végzettségét. Továbbtanulása érdekében még tizenévesen Párizsba költözött. 2008-ban beiratkozott az ESCP Europe-ba (Top French Business School), és 2012-ben menedzsment mesterképzést szerzett.
Már 2007-ben elkezdte feltölteni Norah Jones, Colbie Caillat és Yael Naim felvételeit a YouTube-ra.
Találkozott Michael Goldmannel, a hírneves francia zenész, Jean-Jacques Goldman fiával. Rá egy évre a My Major Company lemezkiadó szerződtette. Irma Pany ismert előadók közelébe került. Miután több hónapig énekesként dolgozott a párizsi La Java éjszakai klubban. 2011-ben bekerült a legjobb tíz közé az „I Know” című kislemezével és magával az azt tartalmazó a Letter to „the Lord” albummal. Ezután aláírt egy amerikai megállapodást a „Universal Republic Records”-kal.
A soul-pop énekesnő, dalszerző Irma Pany − aki otthonából kezdte kedvenceit az interneten terjeszteni − Franciaország egyik legnagyobb YouTube-os sikere lett.

## Albumok
- 2011: Letter to the Lord
- 2014: Faces
- 2020: The Dawn

### Kislemezek
- 2011: I Know
- 2011: Watchin' Crap on TV
- 2012: Letter to the Lord
- 2013: I Know (mit Mic Donet)
- 2019: Black Sun

## Díjak
- 2012: Talent Découverte France Bleu
- 2012: MTV European Music Awards – Best French Artist (jelölés)
- 2012: Victoires de la musique – Live discovery  (jelölés)
- 2014: 37th Denver Film Festival – Starz People's Choice Award for Music videos